# Amphithéâtre de Mérida
 (mars 2024).
Si vous disposez d'ouvrages ou d'articles de référence ou si vous connaissez des sites web de qualité traitant du thème abordé ici, merci de compléter l'article en donnant les références utiles à sa vérifiabilité et en les liant à la section « Notes et références ».
L'Amphithéâtre de Mérida était situé dans la ville romaine de Emerita Augusta en Hispanie (aujourd'hui Mérida dans l'Estrémadure).

## Présentation
Il fut inauguré en 8 av. J.-C. sous le règne de l'empereur Auguste.
Il était situé juste à côté du théâtre de Mérida. Le plan de ses gradins est tout à fait similaire à celui du théâtre mais dont les dimensions sont tout autres.
L’amphithéâtre mesure 126 mètres de grand axe, 65 mètres de petit axe et peut accueillir presque 15 000 personnes à travers ses 26 vomitoires, soit proportionnellement plus que le Colisée de Rome.
L'ensemble archéologique de Mérida est inscrit au Patrimoine mondial depuis 1993